# Държавна агенция „Технически операции“
Държавна агенция „Технически операции“ (ДАТО) е държавна агенция в България, отговорна за събирането на информация със специални разузнавателни средства. Бюджетът ѝ за 2025 година е 149 милиона лева.

## История
Агенцията води началото си от създадената през 1946 година радиотехническа служба в Държавна сигурност, която се занимава с телефонно подслушване и проверяване на писмената кореспонденция (перлюстрация). През 1947 г. тази служба е разширена в Техническо отделение. Впоследствие са създадени няколко подобни структури, административно подчинени на различни звена от Държавна сигурност. През този период тяхната основна функция е проверката на кореспонденцията, но те се занимават също с криптиране на документация, поддръжка на правителствени телефонни линии, радиовръзки с българските посолства в чужбина и други.
През 1949 г. всички технически служби на Държавна сигурност са обединени в Отдел VI „Технически“, но малко по-късно от него са отново отделени няколко специализирани служби. В отдела остава дейността по радиоразузнаване, радиоконтраразузнаване, телефонно и микрофонно подслушване.
През 1962 г. отделът е превърнат в Четвърто управление. Освен него в структурата на Държавна сигурност от 1962 г. с техническа поддръжка се занимават и три самостоятелни отдела – Втори отдел (външно наблюдение и проучване), Трети отдел (картотека и архив; от 1986 г. – Управление „Информация и архив“) и Четвърти отдел (шифров). През 1986 година управлението спира да се нарича Четвърто, като този номер започва да се използва от стопанското контраразузнаване.
След закриването на Държавна сигурност през 1990 година управлението остава да функционира в Министерството на вътрешните работи като Дирекция „Оперативно техническо издирване“. През 2008 година е преобразувана в Специализирана дирекция „Оперативни технически операции“, която малко след това е включена в Държавна агенция „Национална сигурност“. През 2013 година е отделена в самостоятелна държавна агенция, пряко подчинена на Министерския съвет.